# Wahlen zur Nationalversammlung des Senegal 1973
Die Wahlen zur Nationalversammlung des westafrikanischen Staates Senegal fanden am 28. Januar 1973 statt, zeitgleich mit der Präsidentschaftswahl und rechtzeitig vor Ablauf der fünfjährigen Wahlperiode der im Jahr 1968 in die Nationalversammlung gewählten Abgeordneten. Die Zahl der zu wählenden Abgeordneten erhöhte sich von 80 auf 100.

## Ausgangslage
In dem seinerzeitigen Einparteiensystem Senegals war einzige für die Wahl zugelassene Partei die Union progressiste sénégalaise (UPS) des amtierenden Staatspräsidenten Léopold Sédar Senghor.

## Wahlrecht
Alle senegalesischen Staatsangehörigen über 21 Jahren durften an der Wahl teilnehmen. Jeder registrierte Wähler konnte in die Nationalversammlung gewählt werden, vorausgesetzt, er war mindestens 25 Jahre alt und hat alle gesetzlichen Anforderungen erfüllt. Eine Bewerbung musste spätestens 40 Tage vor der Wahl eingereicht werden. Parlamentarische Vakanzen wurden innerhalb von 3 Monaten durch Nachwahl besetzt. Innerhalb von 12 Monaten nach Ende der Amtszeit der Versammlung fand keine solche Wahl statt.

## Ergebnis
Von den 1.329.701 registrierten Wahlberechtigten gaben 1.266.381 ihre Stimme ab, das ergibt eine Wahlbeteiligung von 95,2 Prozent bei 4.259 ungültigen Stimmen.